# NGC 1191
NGC 1191 (również PGC 11514 lub HCG 22D) – galaktyka eliptyczna (E-S0), znajdująca się w gwiazdozbiorze Erydanu. Odkrył ją 2 grudnia 1885 roku Francis Leavenworth. Wraz z galaktykami NGC 1189, NGC 1190, NGC 1192 i NGC 1199 należy do zwartej grupy galaktyk Hickson 22 (HCG 22).